# Agonocryptus adustus
Agonocryptus adustus là một loài tò vò trong họ Ichneumonidae.